# Klaus Hulek

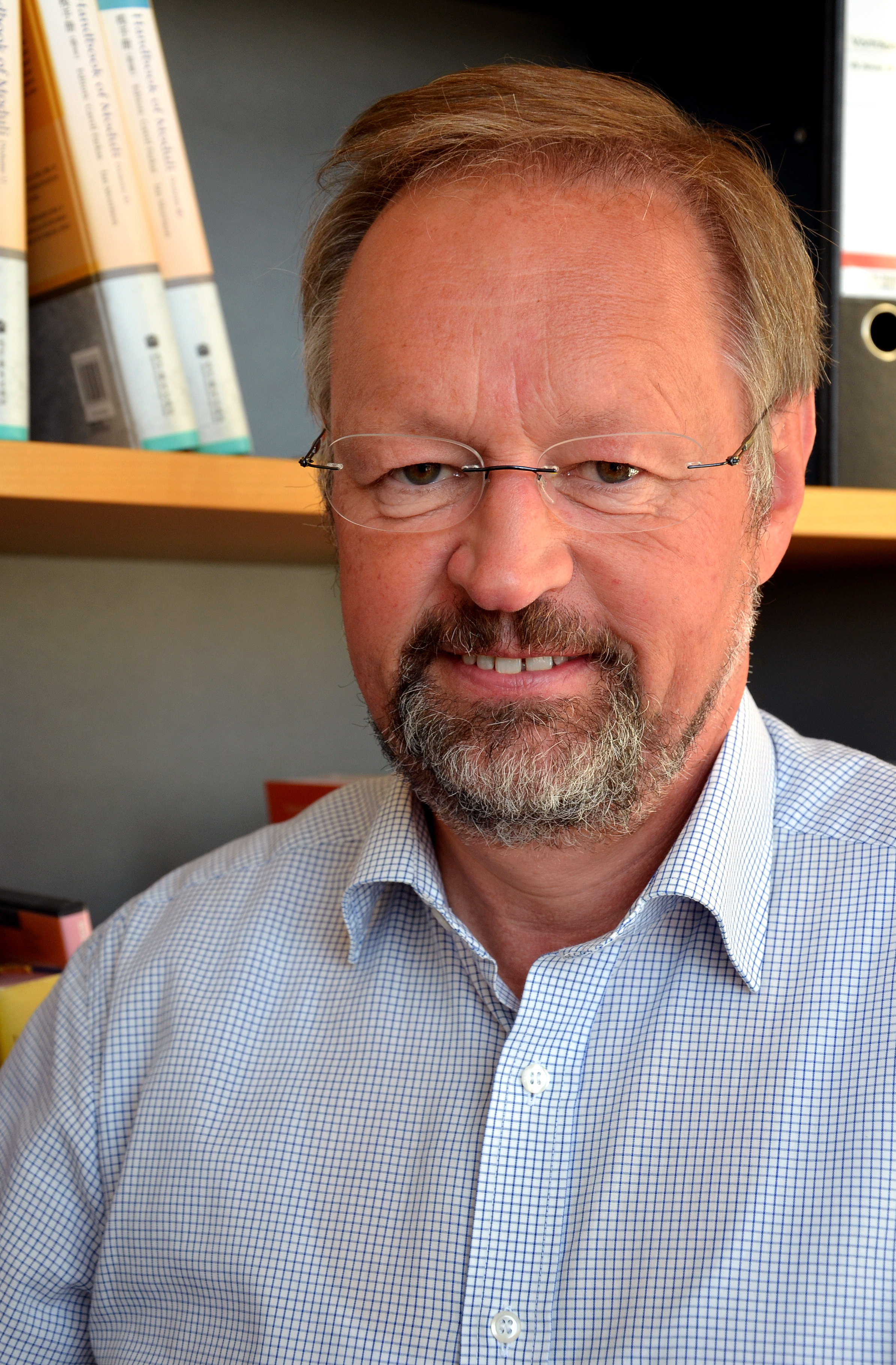
Klaus Hulek im Jahr 2013

Klaus Hulek (* 19. August 1952 in Hindelang) ist ein deutscher Mathematiker, der sich mit Algebraischer Geometrie und dort insbesondere mit Modulräumen befasst.

## Leben

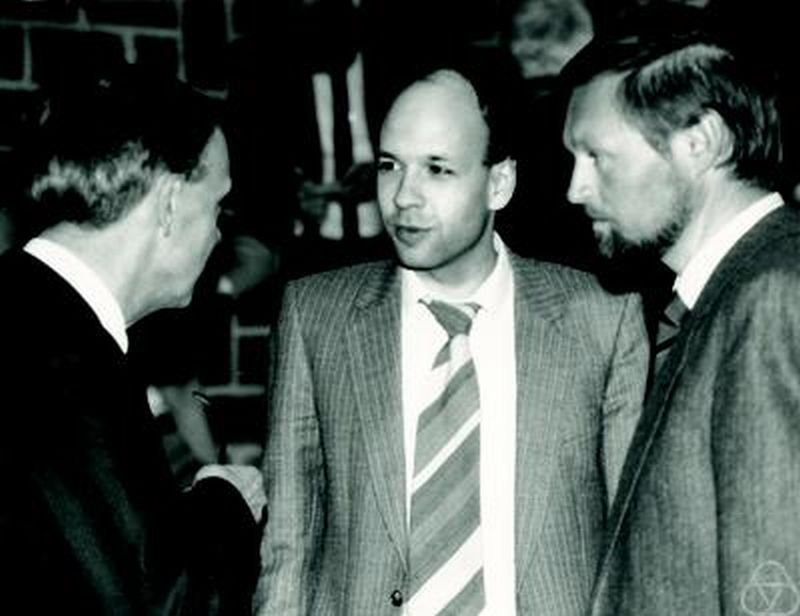
Hirzebruch (links), Thomas Peternell (Mitte), Klaus Hulek (rechts), Erlangen 1987

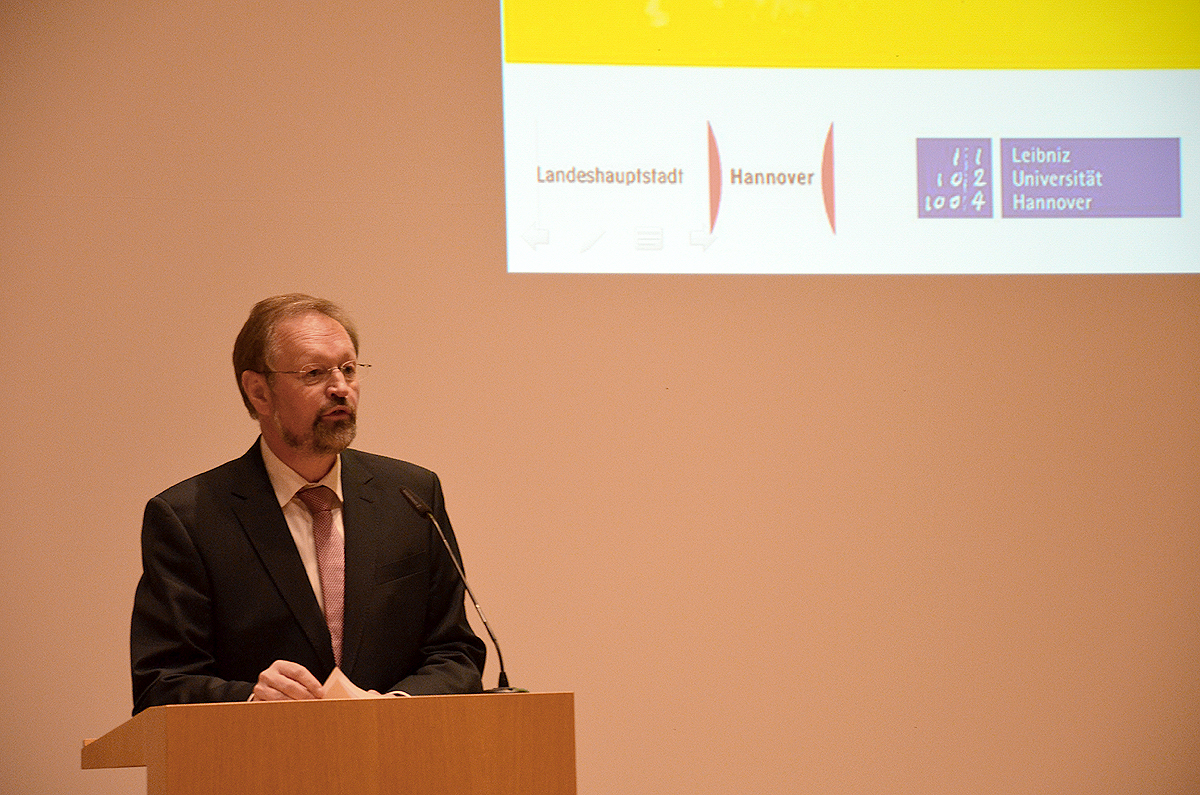
Klaus Hulek 2014 im Schloss Herrenhausen zum Auftakt des 4. Festivals der Philosophie

Klaus Hulek studierte ab 1971 Mathematik an der Ludwig-Maximilians-Universität München mit dem Diplom-Abschluss 1976. 1974/75 studierte er am Brasenose College der Universität Oxford, wo er den Master of Science Abschluss erhielt. Er wurde 1979 bei Wolf Barth an der Universität Erlangen promoviert (Stabile Rang 2 Vektorbündel auf {\displaystyle \mathbb {P} ^{2}} mit ungerader erster Chernklasse). 1982/83 war er als Post-Doktorand an der Brown University und danach wieder wissenschaftlicher Assistent in Erlangen, wo er sich 1984 habilitierte und Privatdozent wurde.
Ab 1985 hatte Hulek eine Professur an der Universität Bayreuth inne. 1990 wurde Hulek an die Gottfried-Wilhelm-Leibniz-Universität Hannover berufen, wo der Professor von 2005 bis Januar 2015 als Vizepräsident für Forschung tätig war.
Hulek ist Herausgeber der Mathematischen Nachrichten. Seit 2016 ist er Chefredakteur der zbMATH-Datenbank (früher Zentralblatt für Mathematik). Von Januar 2019 bis Mai 2020 war Hulek Vizepräsident der Deutschen Mathematiker-Vereinigung (DMV). 
Zu seinen Doktoranden zählen Andreas Gathmann und Matthias Schütt.

## Schriften
- Projective Geometry of Elliptic Curves (= Astérisque. 137, ISSN 0303-1179). Société Mathématique de France, Paris 1986, (online).
- Geometry of the Horrocks-Mumford bundle. In: Spencer J. Bloch (Hrsg.): Algebraic Geometry. Bowdoin 1985 (= Proceedings of Symposia in Pure Mathematics. 46, 2). Teil 2. American Mathematical Society, Providence RI 1987, ISBN 0-8218-1480-X, S. 69–85.
- Elliptische Kurven, abelsche Flächen und das Ikosaeder. In: Jahresbericht der Deutschen Mathematiker-Vereinigung. Band 91, Nr. 3, 1989, S. 126–147, (online).
- als Herausgeber mit Thomas Peternell, Michael Schneider, Frank-Olaf Schreyer: Complex algebraic varieties. Proceedings of a Conference, held in Bayreuth, Germany, April 2–6, 1990 (= Lecture Notes in Mathematics. 1507). Springer, Berlin u. a. 1992, ISBN 3-540-55235-9.
- mit Constantin Kahn, Steven H. Weintraub: Moduli spaces of Abelian surfaces. Compactification, degenerations, and theta functions (= De Gruyter Expositions in Mathematics. 12). de Gruyter, Berlin u. a. 1993, ISBN 3-11-013851-4.
- als Herausgeber mit Wolf Barth, Herbert Lange: Abelian Varieties. Proceedings of the International Conference in Egloffstein, Germany, October 3–8, 1993. de Gruyter, Berlin u. a. 1995, ISBN 3-11-014411-5.
- als Herausgeber mit Fabrizio Catanese, Chris Peters, Miles Reid: New trends in algebraic geometry. EuroConference on Algebraic Geometry, Warwick, July 1996 (= London Mathematical Society. Lecture Note Series. 264). Cambridge University Press, Cambridge u. a. 1999, ISBN 0-521-64659-6.
- Elementare algebraische Geometrie. Grundlegende Begriffe und Techniken mit zahlreichen Beispielen und Anwendungen. Vieweg, Braunschweig u. a. 2000, ISBN 3-528-03156-5 (2., überarbeitete Auflage. Springer Spektrum, Wiesbaden 2012, ISBN 978-3-8348-1964-2).
  - Englische Ausgabe: Elementary algebraic geometry (= Student Mathematical Library. 20). American Mathematical Society, Providence RI 2003, ISBN 0-8218-2952-1.
- mit Wolf P. Barth, Chris A. M. Peters, Antonius van de Ven: Compact complex surfaces (= Ergebnisse der Mathematik und ihrer Grenzgebiete. Folge 3, Bd. 4). 2., erweiterte Auflage. Springer, Berlin u. a. 2004, ISBN 3-540-00832-2 (Ergebnisse der Mathematik und ihrer Grenzgebiete).
- als Herausgeber mit Fabrizio Catanese, Hélène Esnault, Alan Huckleberry, Thomas Peternell: Global Aspects of Complex Geometry. Springer, Berlin u. a. 2006, ISBN 3-540-35479-4.
- Riemann Surfaces. In: Jean-Pierre Françoise, Gregory L. Naber, Tsou Sheung Tsun (Hrsg.) Encyclopedia of Mathematical Physics. Band 4: P – Sp. Elsevier, Amsterdam u. a. 2006, ISBN 0-12-512664-6, S. 419–429.
- mit Valeri Gritsenko, Gregory K. Sankaran: The Kodaira dimension of the moduli of K3 surfaces. In: Inventiones Mathematicae. Band 169, Nr. 3, 2007, S. 519–567, doi:10.1007/s00222-007-0054-1.
- als Herausgeber mit Wolfgang Ebeling, Knut Smoczyk: Complex and Differential Geometry. Conference held at Leibniz Universität Hannover, September 14–18, 2009 (= Springer Proceedings in Mathematics. 8). Springer, Berlin u. a. 2011, ISBN 978-3-642-20299-5.
- mit Samuel Grushevsky: The class of the locus of intermediate Jacobians of cubic threefolds. In: Inventiones Mathematicae. Band 190, Nr. 1, 2012, S. 119–168, doi:10.1007/s00222-012-0377-4.